# Ceață

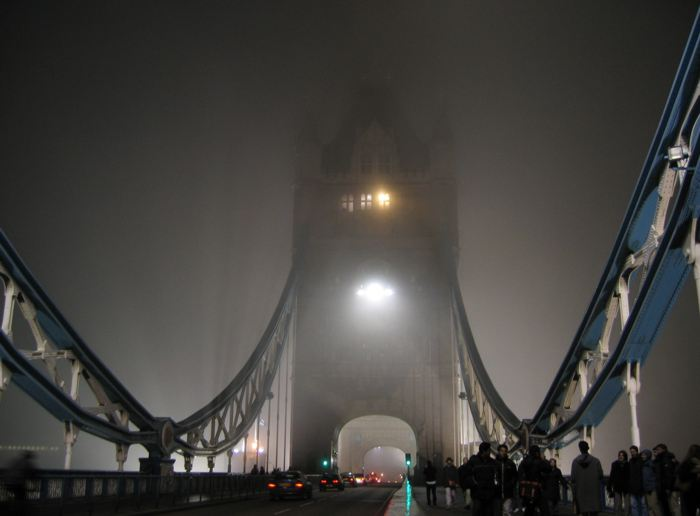
Ceață acoperind la înserat Tower Bridge (Podul Turnului) din Londra.

Ceața este un fenomen meteorologic, care constă dintr-o aglomerație de particule de apă aflate în suspensie în atmosferă în apropierea suprafeței solului, care reduce vizibilitatea orizontală sub 1.000 de metri.
La o temperatură dată, cantitatea de vapori de apă din aer se poate mări substanțial (de exemplu, în urma evaporării intense a apei din sol), până când vaporii devin saturați. De cele mai multe ori, vaporii de apă nu ating punctul de saturație doar datorită evaporării și/sau condensării, dar pot deveni saturați prin răcire, dacă temperatura aerului coboară mai jos de așa-numitul "punct de rouă", care este temperatura la care vaporii de apă din aer, aflați la o presiune constantă, devin saturați și încep să apară primele picături de lichid. În această stare, din cauza suprasaturării, vaporii nu mai pot să se afle numai în stare gazoasă și încep să se condenseze în mici picături de apă care, fiind în suspensie în diferite straturi de aer aflate deasupra suprafeței solului, micșorează transparența aerului, provocând fenomenul căruia i se spune ceață.
Atunci când vizibilitatea orizontală este cuprinsă între 1.000 m și 5.000 m avem de-a face cu fenomenul numit negură sau pâclă.

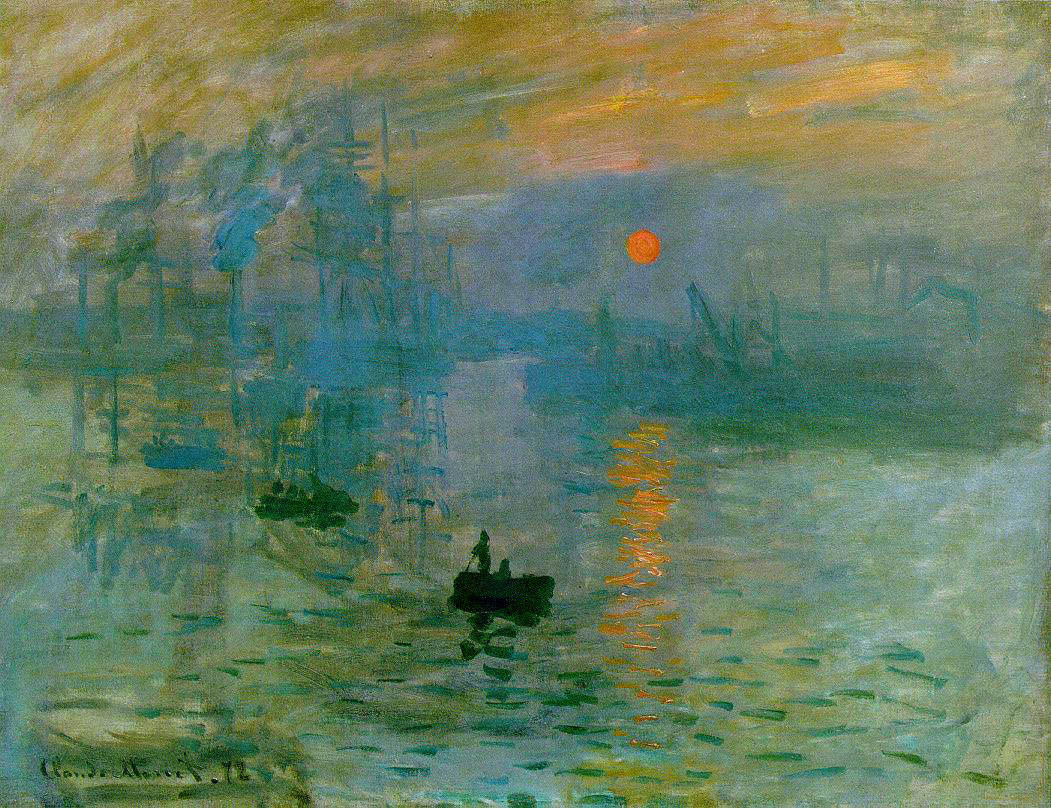
Tabloul Impression - Brouillard (Impresie în ceață) de Claude Monet, pictor impresionist

Uneori particulele de apă din aerul de la suprafața solului refractă astfel lumina, încât acesta apare opalescentă, lăptoasă.
Ceața este mai frecventă toamna și primăvara, când temperaturile sunt mai scăzute și vaporii ating starea de saturație la o cantitate mult mai mică în unitatea de volum decât în timpul verii. Ceața se formează îndeosebi dimineața și seara.
Ceața se formează mai frecvent în văi unde temperatura este mai scăzută și umiditatea este mai mare.
Practic, ceața este un nor aflat în contact cu solul. Ceața se distinge față de nori numai datorită faptului că norul nu atinge suprafața pământului. Același nor, considerat astfel de la altitudini joase, poate deveni ceață la altitudini mai înalte, de exemplu la vârful unor dealuri sau munți.
Condițiile de formare a ceții sunt strâns legate de existența concomitentă a umidității de la sol (între 90-100%), un vânt în general calm sau cu viteză de până la 3 m/s și a unei inversiuni termice (creșterea cu înălțimea a temperaturii aerului) la sol. Dacă una din aceste condiții nu e realizată șansele de formare a ceții sunt foarte mici.
Din punct de vedere al cauzei formării ceții pot fi distinse cauze termice și cauze dinamice. Astfel, răcirea radiativă produsă în timpul nopții poate fi enumerată ca principală cauză termică, iar advecția termică (deplasarea unei mase de aer cu o anumită temperatură peste o masă de aer cu temperatură diferită), ca principală cauză dinamică, însă pot exista și cauze complexe, având ca origine mai mulți factori.

### Galerie de imagini

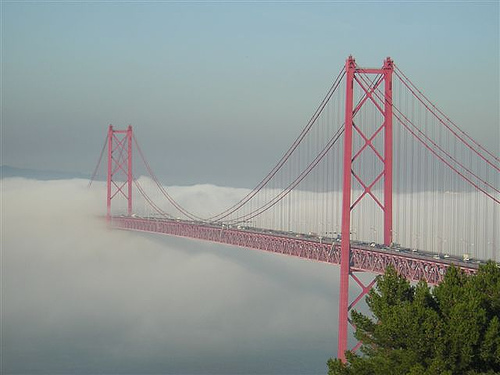
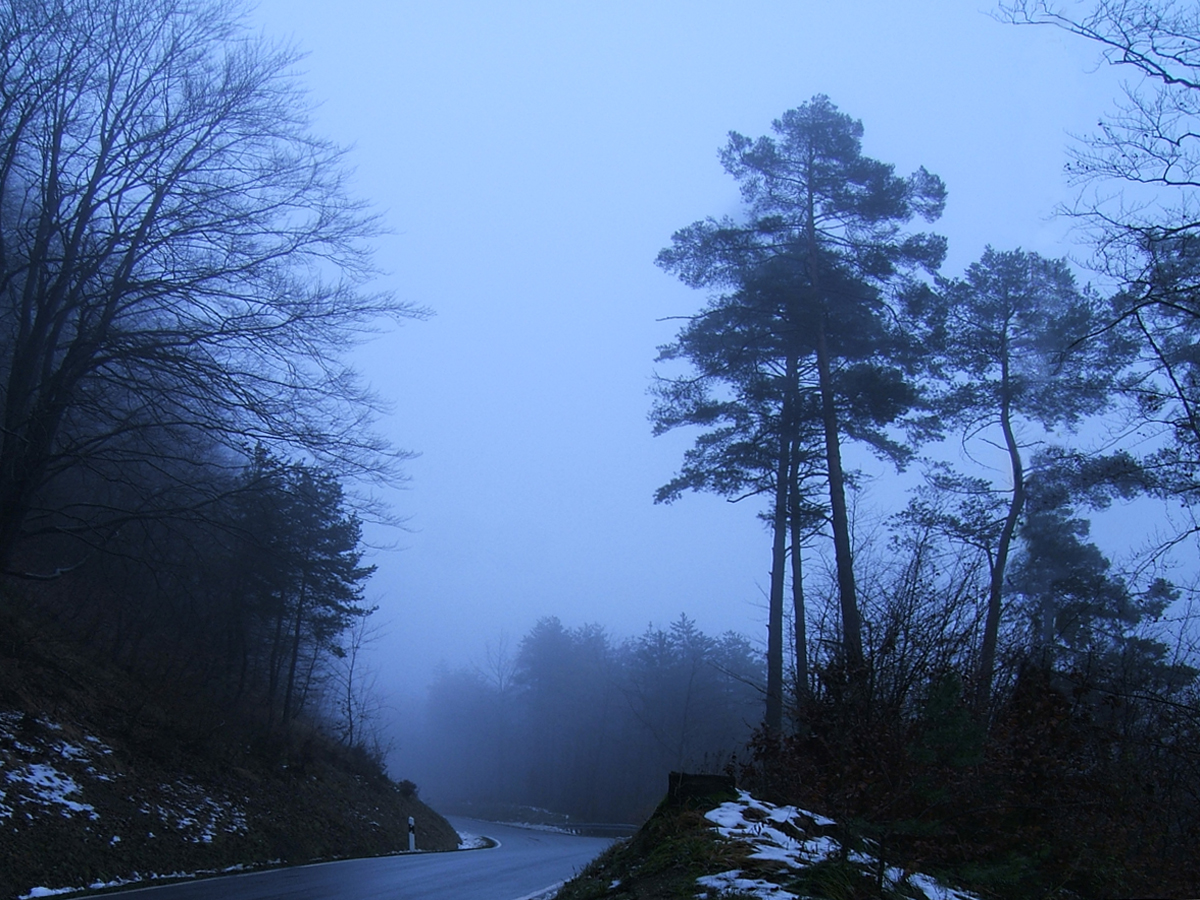
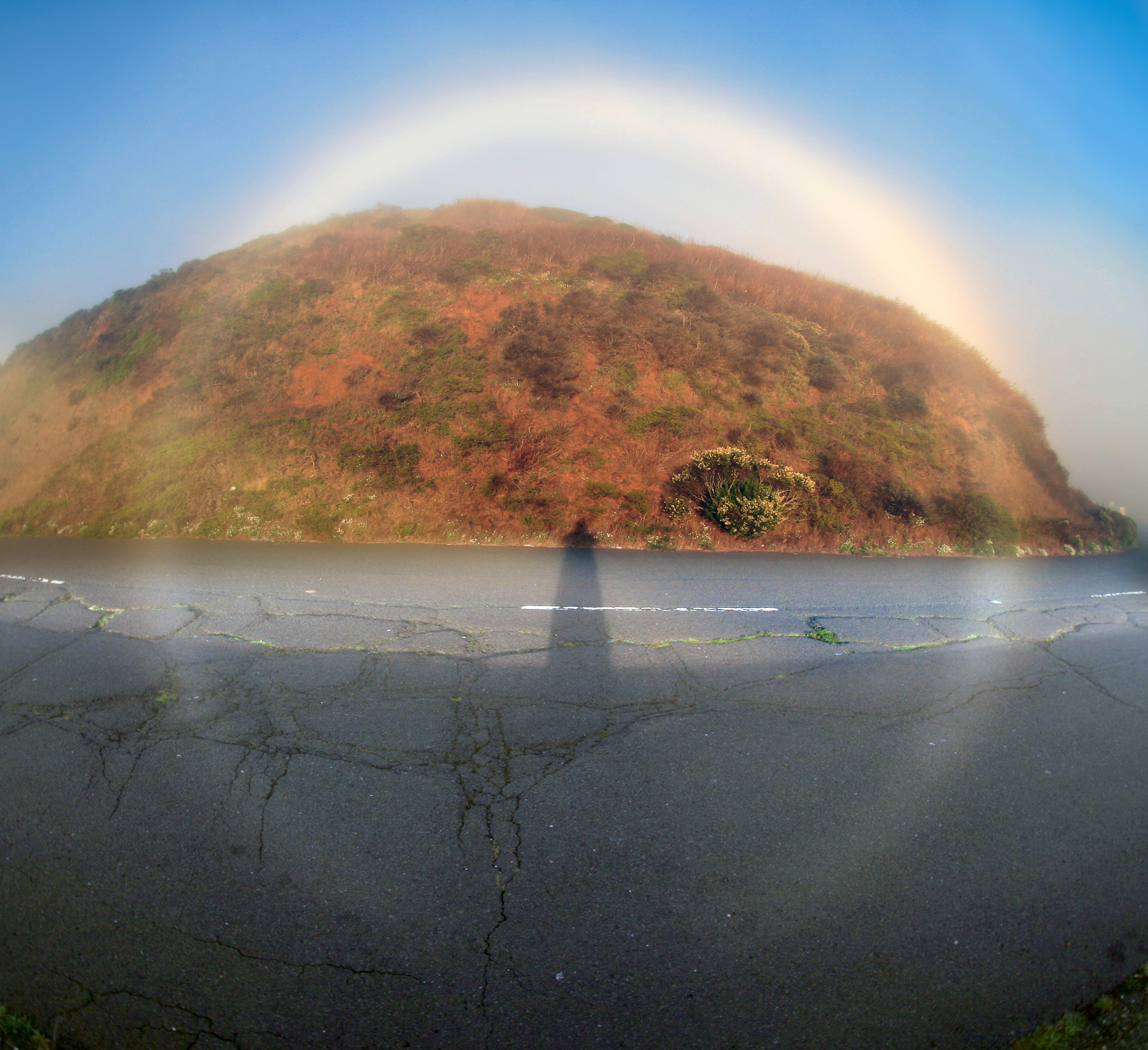
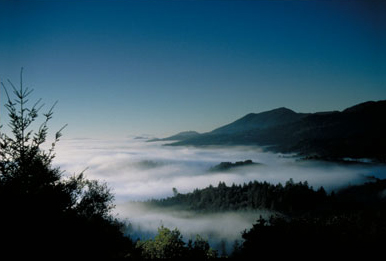
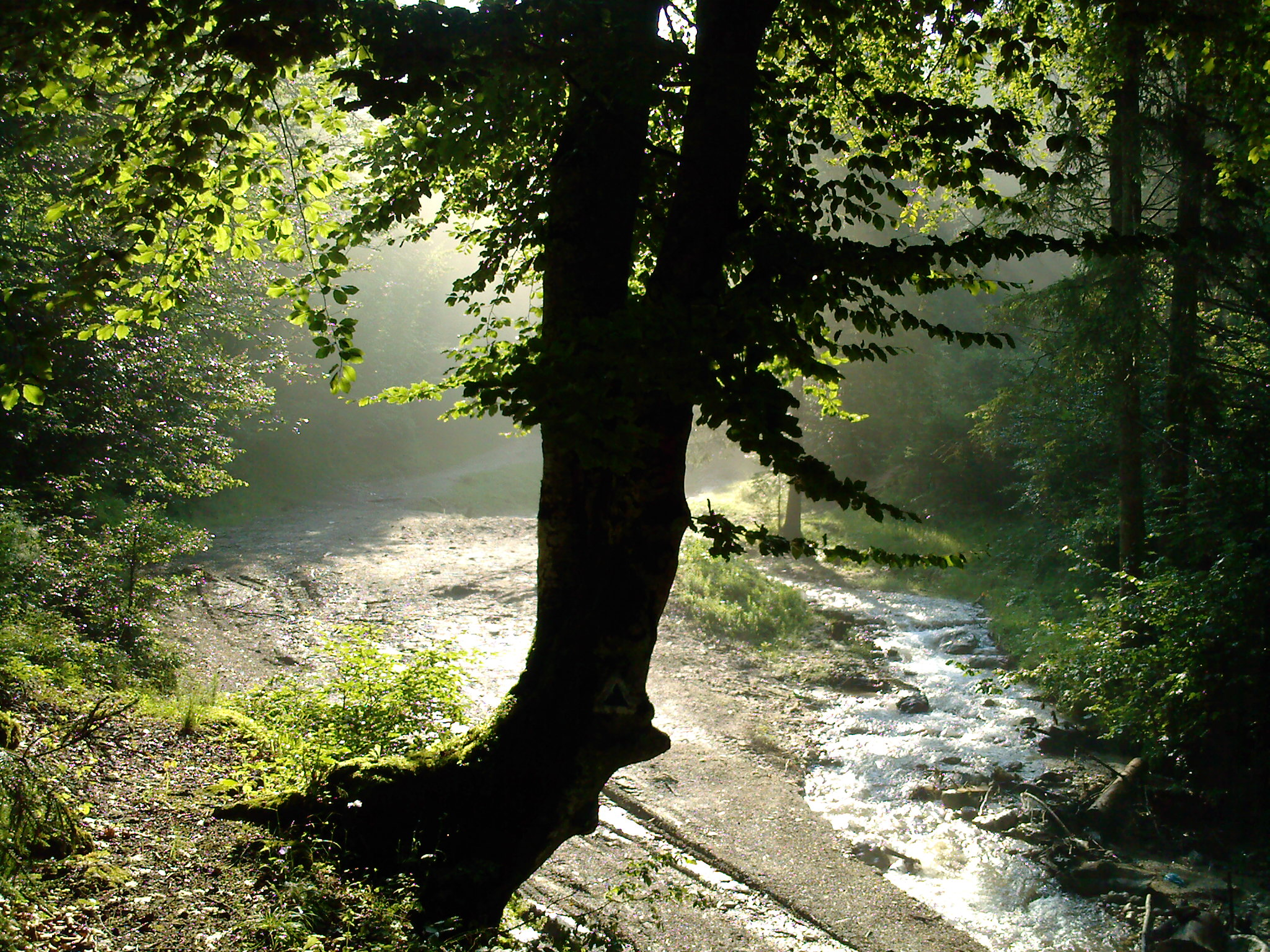